# Октябрьская (станция метро, Кольцевая линия)
«Октя́брьская» (до 6 июня 1961 года — «Калу́жская») — станция Московского метрополитена. Расположена на Кольцевой линии между станциями «Добрынинская» и «Парк культуры». «Октябрьская» — пилонная станция глубокого заложения (глубина — 40 метров) с тремя сводами. Автор проекта — Леонид Поляков. Диаметр всех трёх залов — 9,5 метра.

## Описание станции

### История создания

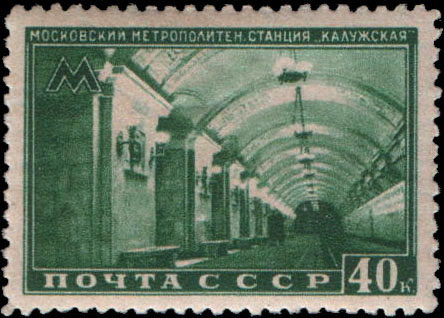
Изображение станции на почтовой марке 1950 года

Станция открыта в 1950 году в составе первой очереди большого кольца на участке «Парк культуры» — «Курская», после ввода в эксплуатацию которого в Московском метрополитене стало 35 станций.
Изначальное название станции («Калужская») дано в связи с нахождением в начале Большой Калужской улицы (переименована потом в 1957 году), оно просуществовало с 1950 по 1961 год.
В 1961 году станция была переименована, получив название «Октябрьская» по соседней Октябрьской площади.
Станция задумывалась как торжественный реквием павшим в Великой Отечественной войне. Павильон станции представляет собою грандиозную триумфальную арку, украшенную снаружи барельефными фигурами мужчин и женщин, облачённых в форму Советской армии военной поры.
Тема Победы стала центральной для послевоенного этапа развития строительства московского метро. При этом только автору проекта станции «Октябрьская» Л. Полякову удалось создать практически храмовое пространство, где ряды факелов ведут к закрытой торжественной оградой в стиле ампир апсиде с предполагаемым алтарём — нише с голубым небом, призванным отобразить «светлое будущее» страны.
Никогда раньше, по утверждению специалистов, дизайн станции так не апеллировал к образцам храмового зодчества Запада и древности и одновременно так не напоминал трёхнефные базилики периода раннего христианства.
Сам архитектор Поляков, считал, что изобрёл новое средство борьбы с «ощущением подземности»: ярко освещённая стена и выкрашенная в голубой цвет верхняя часть апсиды призваны были, по его задумке, создать иллюзию пребывания на поверхности, заставляя пассажиров забыть о том, что они находятся на 30-метровой глубине.
В 1956 году в Ленинградском метрополитене по проекту Полякова была открыта станция «Пушкинская», которая была очень похожа на «Октябрьскую», но вместо решётки в апсиде расположена статуя А. С. Пушкина.

### Внешний декор и убранство
На станции имеется наземный вестибюль, выходящий на Ленинский проспект и имеющий вид павильона с арочными проходами. С 1990 года вестибюль встроен в новое здание Московского института стали и сплавов. Вестибюль украшен барельефами, изображающими двух фанфаристов; барельефы подсвечены светильниками в виде колонн.
Пилоны облицованы серым мрамором. Путевые стены покрыты желтоватой керамической плиткой и украшены изразцами в виде венков. Пол выложен серым и красным гранитом; по периметру центрального зала — узорчатая вставка из чередующихся полос тёмного и светлого мрамора. В кассовом и эскалаторном залах расположены барельефы работы Г. И. Мотовилова, изображающие воинов с оружием, Боевые знамёна Советской армии и девушек, являющихся олицетворением Славы. Своды центрального и перронных залов украшены медальонами с изображениями советских воинов. В торце центрального зала находится арка, пространство за которой, отгороженное кованой решёткой, подсвечено голубоватым светом и символизирует послевоенный мир. Рядом с аркой — две мощные колонны-светильника. На пилонах — светильники в форме факелов из анодированного алюминия работы Дамского А. И. По оформлению схожа со станцией «Пушкинская» Петербургского метрополитена, также оформленной Л. М. Поляковым.
Код станции — 075. В марте 2002 года пассажиропоток по входу составлял 52,7 тыс. человек.

## Пересадки
Из центра зала предусмотрена пересадка на одноимённую станцию Калужско-Рижской линии, открытую в 1962 году.

## Наземный общественный транспорт
На этой станции можно пересесть на следующие маршруты городского пассажирского транспорта:
- Автобусы: м1, м16, е10, е12, 111, 196, 297, с910, Б, н11
- Трамваи: 14, 26, 47

## Реконструкция вестибюля
3 января 2010 года был закрыт на реконструкцию вестибюль станции. Впервые была осуществлена полная замена эскалаторов на новые эскалаторы типа Е55Т с балюстрадами из нержавеющей стали. Проводились ремонтные работы над вестибюлем станции: произведена замена гранитного покрытия пола, обновлена мраморная облицовка стен, отреставрированы знаменитые барельефы, покрашена ампирная лепнина над арками. При этом архитектурный облик вестибюля был сильно изменён. Оригинальные светильники и торшеры были заменены на новые, а для экономии изготовления на балюстрадах эскалаторов «факельные» светильники заменены на обыкновенные цилиндрические. В вестибюле смонтированы современные турникеты типа УТ-2005. Построены новые кассы.
Реконструированный вестибюль открылся 15 ноября 2010 года. В день открытия во всех кассах Кольцевой линии и на станции «Октябрьская» Калужско-Рижской линии продавались праздничные проездные билеты на две поездки с оригинальным дизайном, посвящённые этому событию.

## Галерея

Станция до переименования (фото 1960 года)
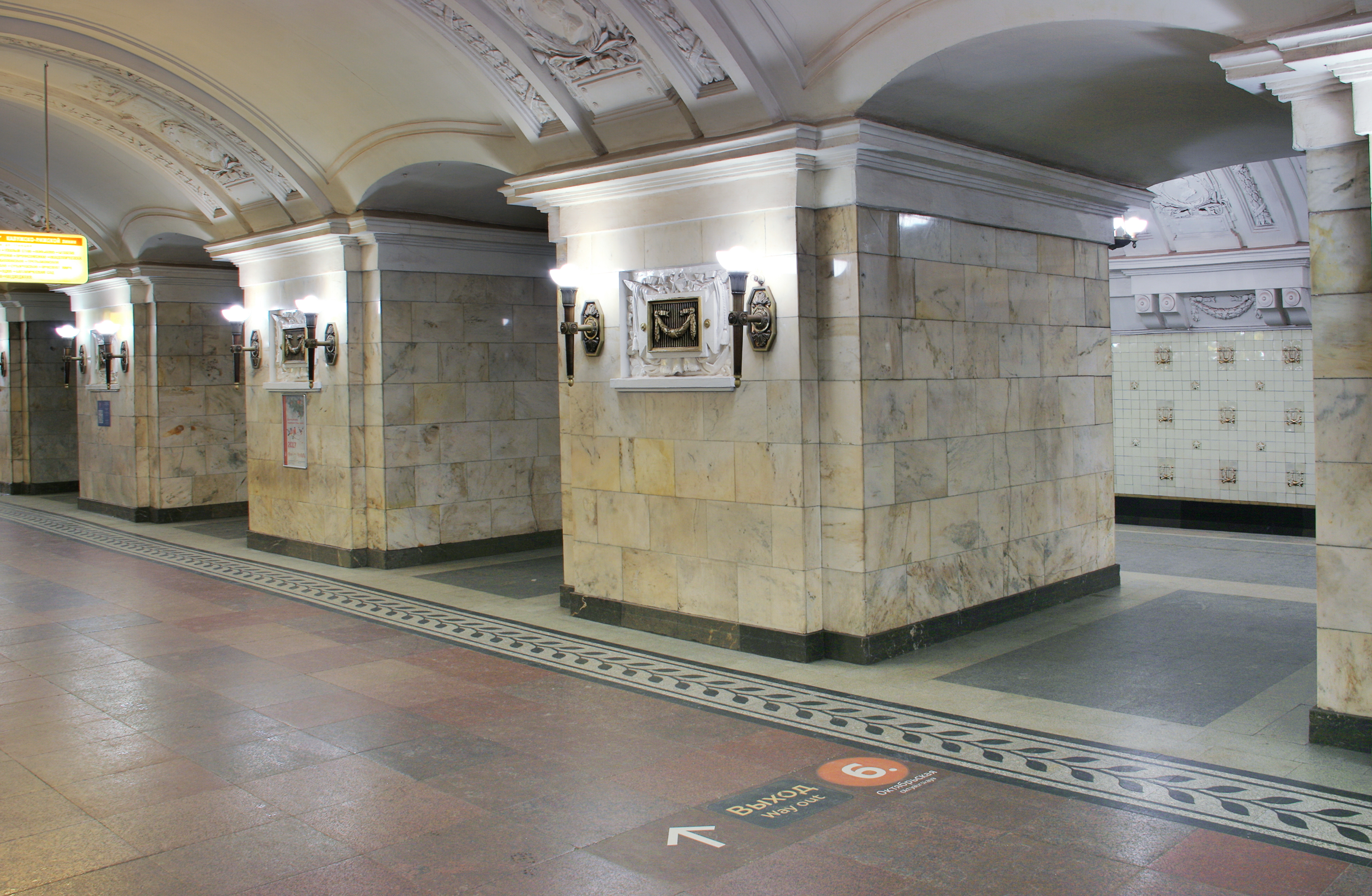
Пилоны
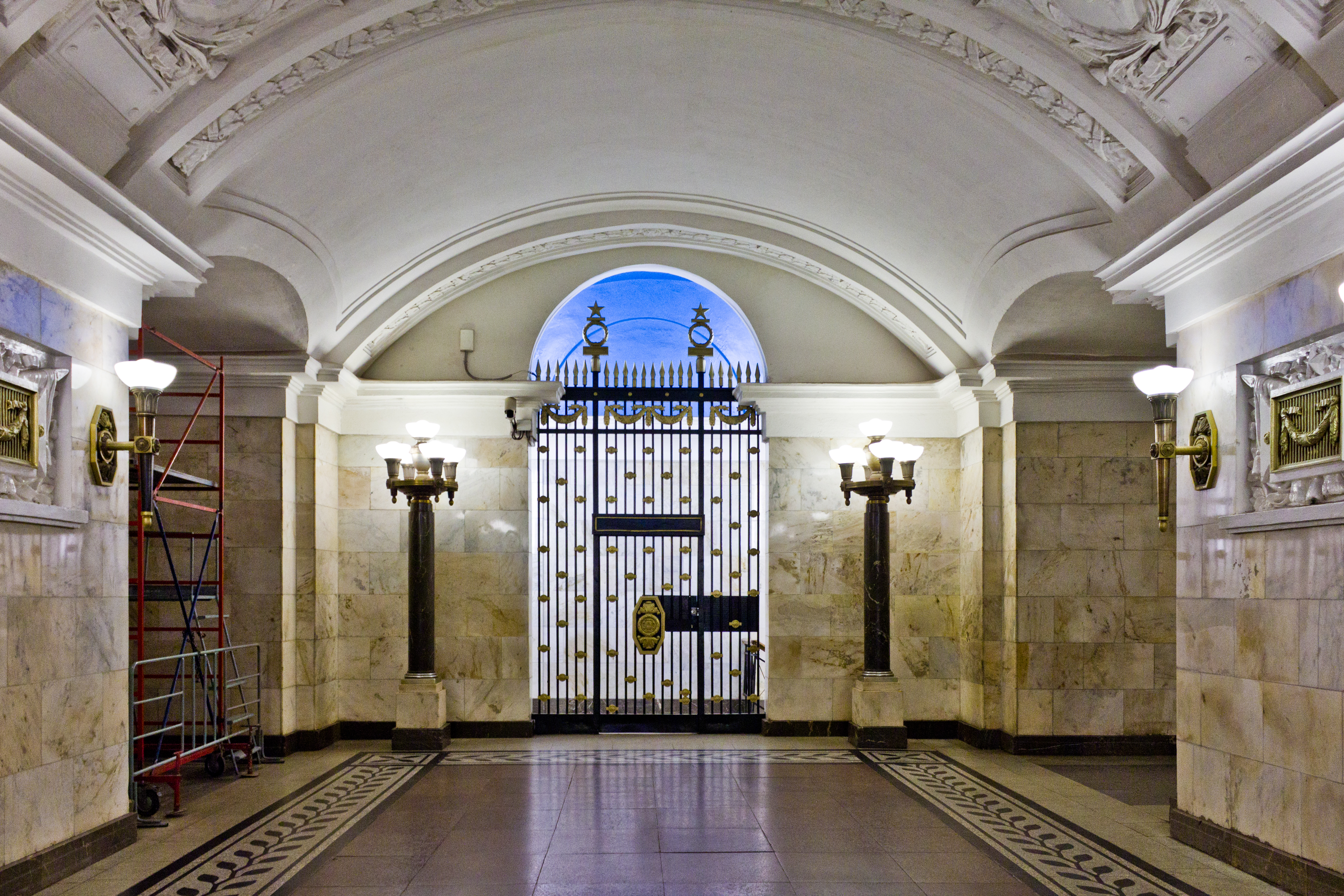
Торцевая стена
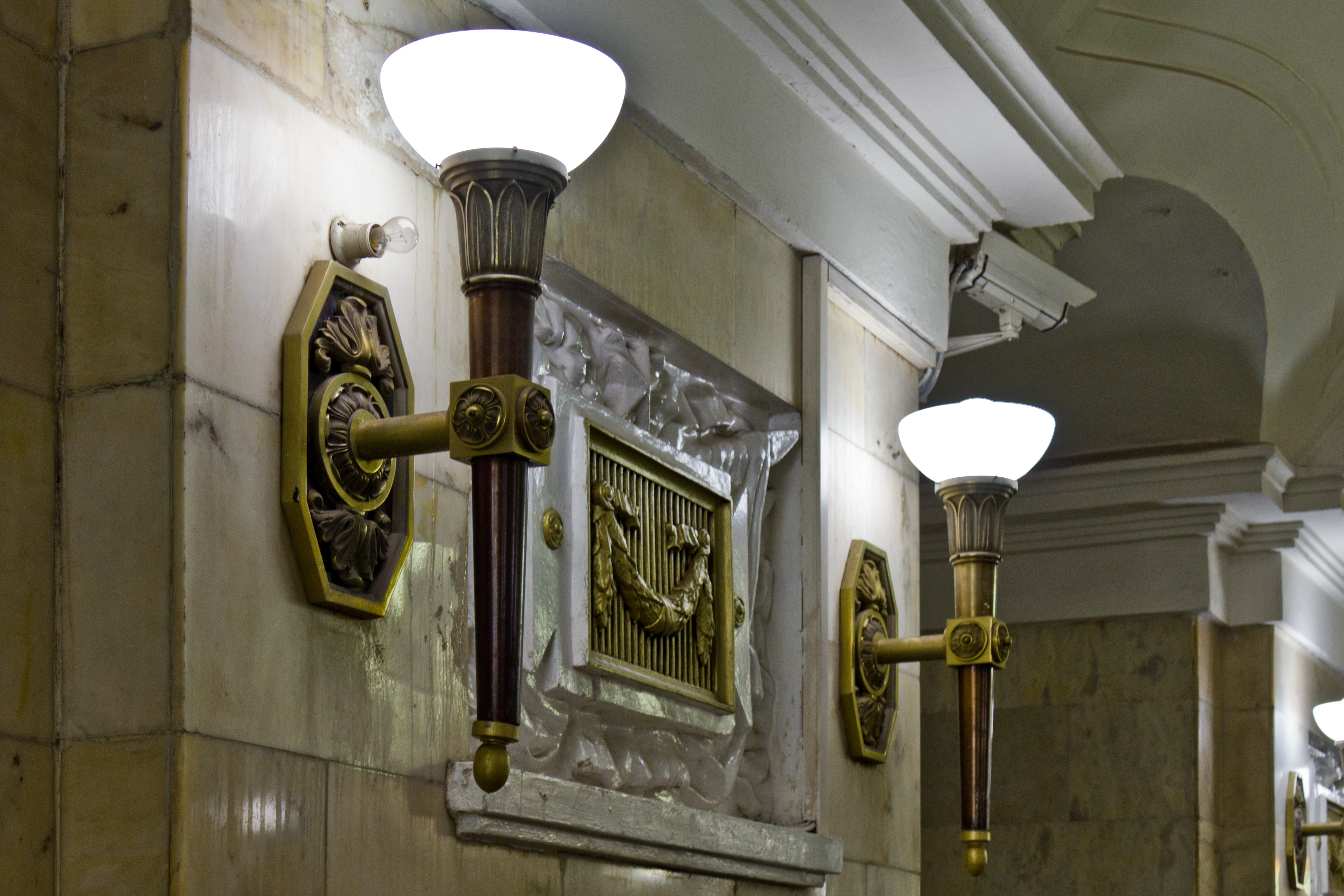
Светильники-«факелы»
Вентиляционная решётка
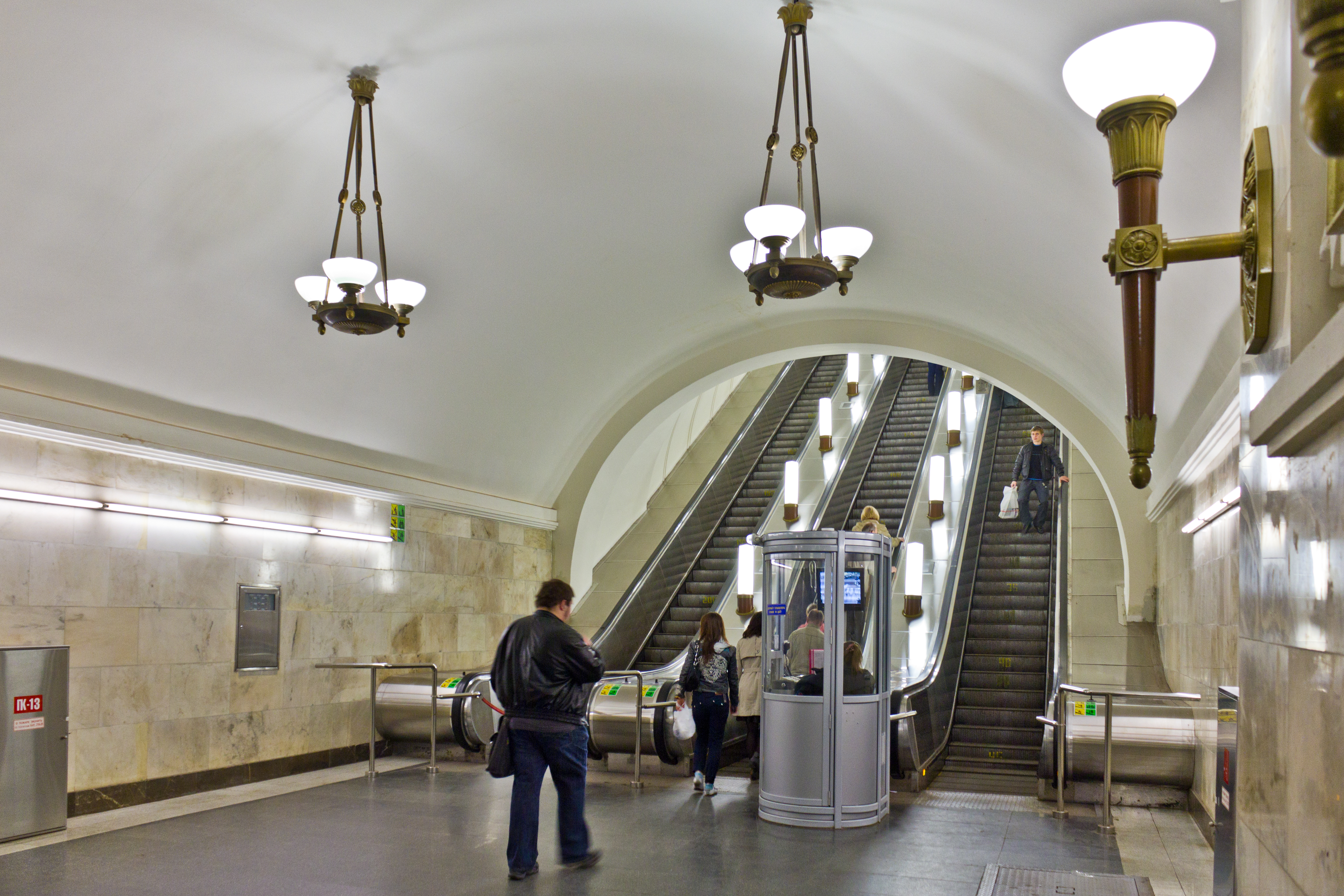
Выход в город
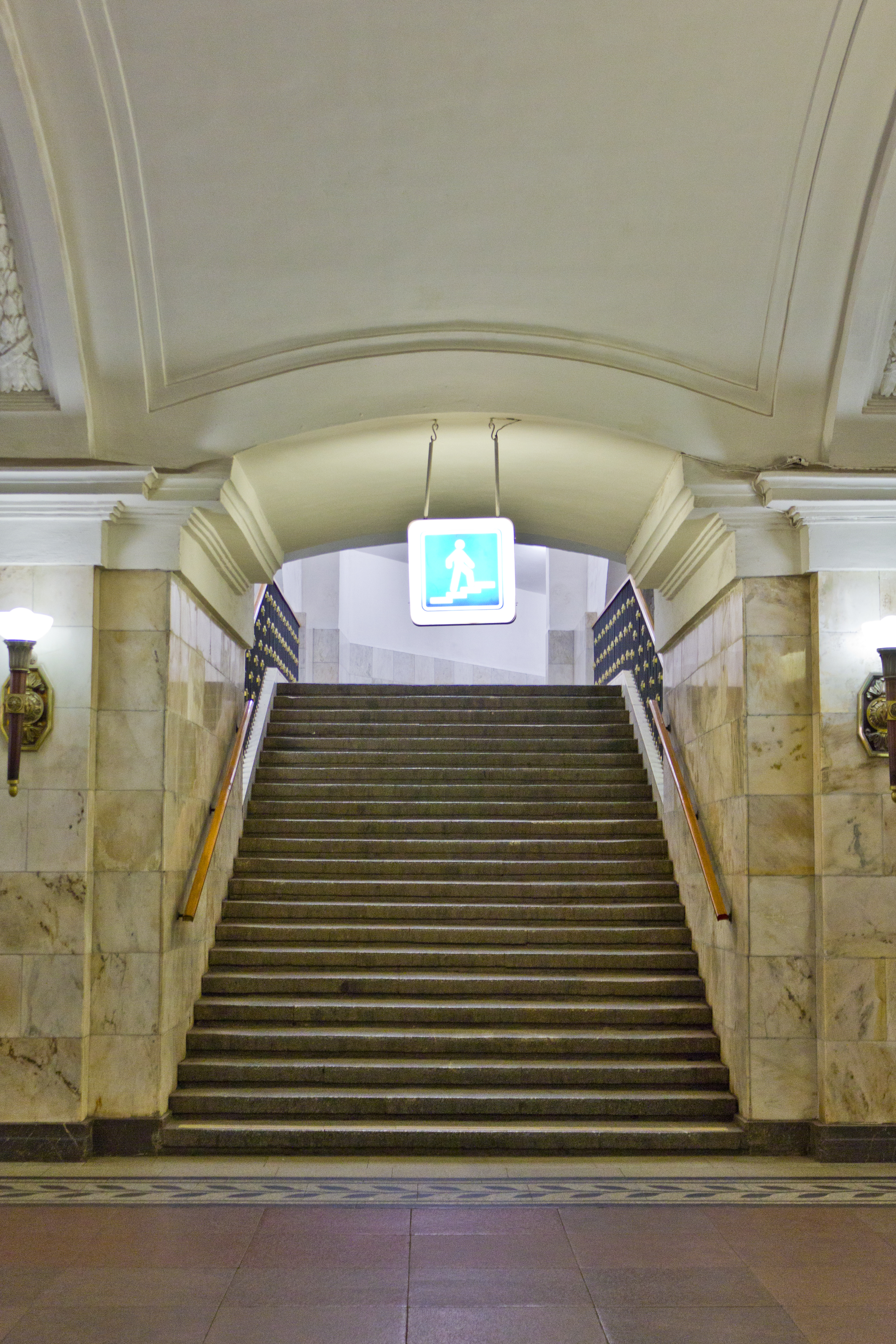
Переход на КРЛ
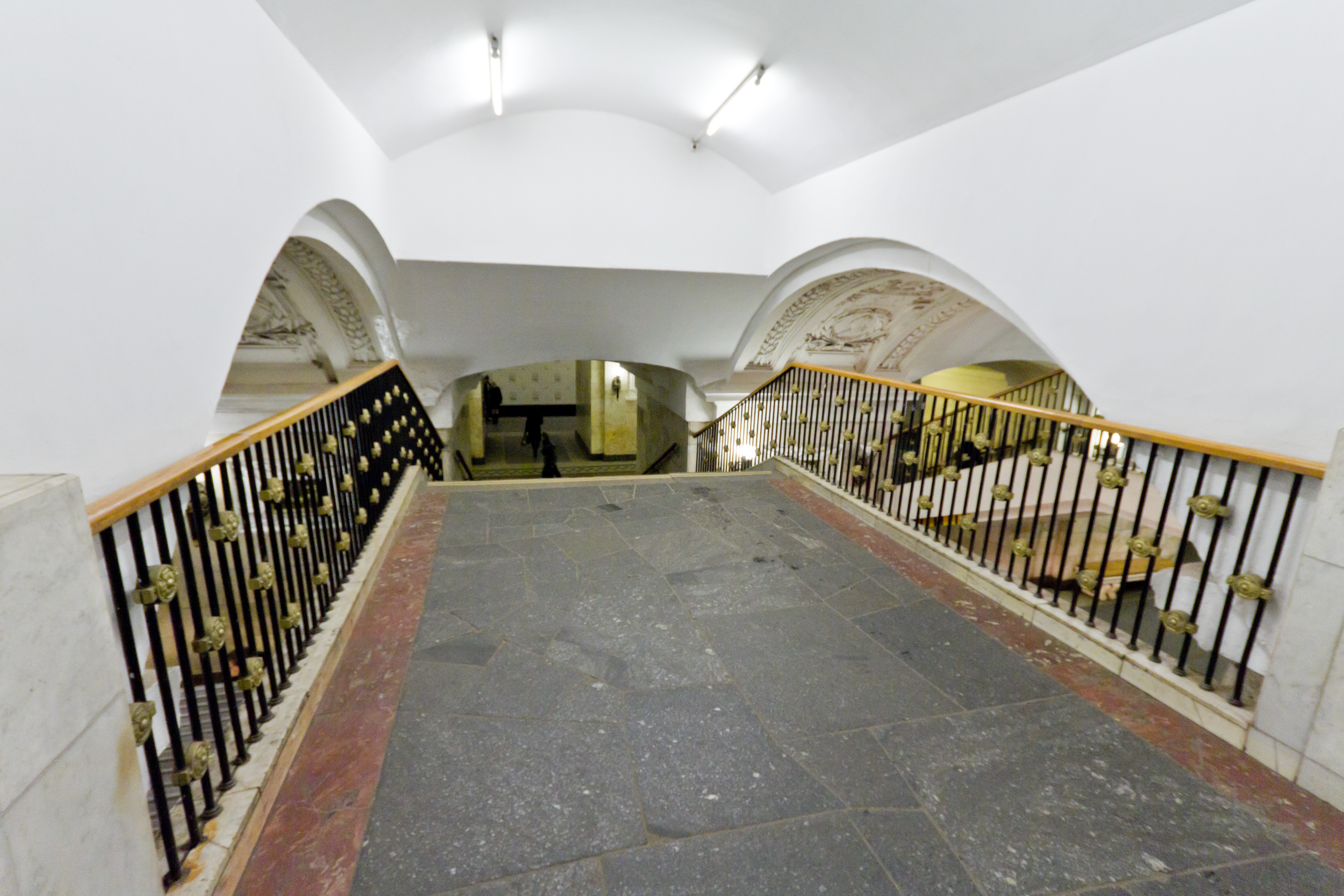
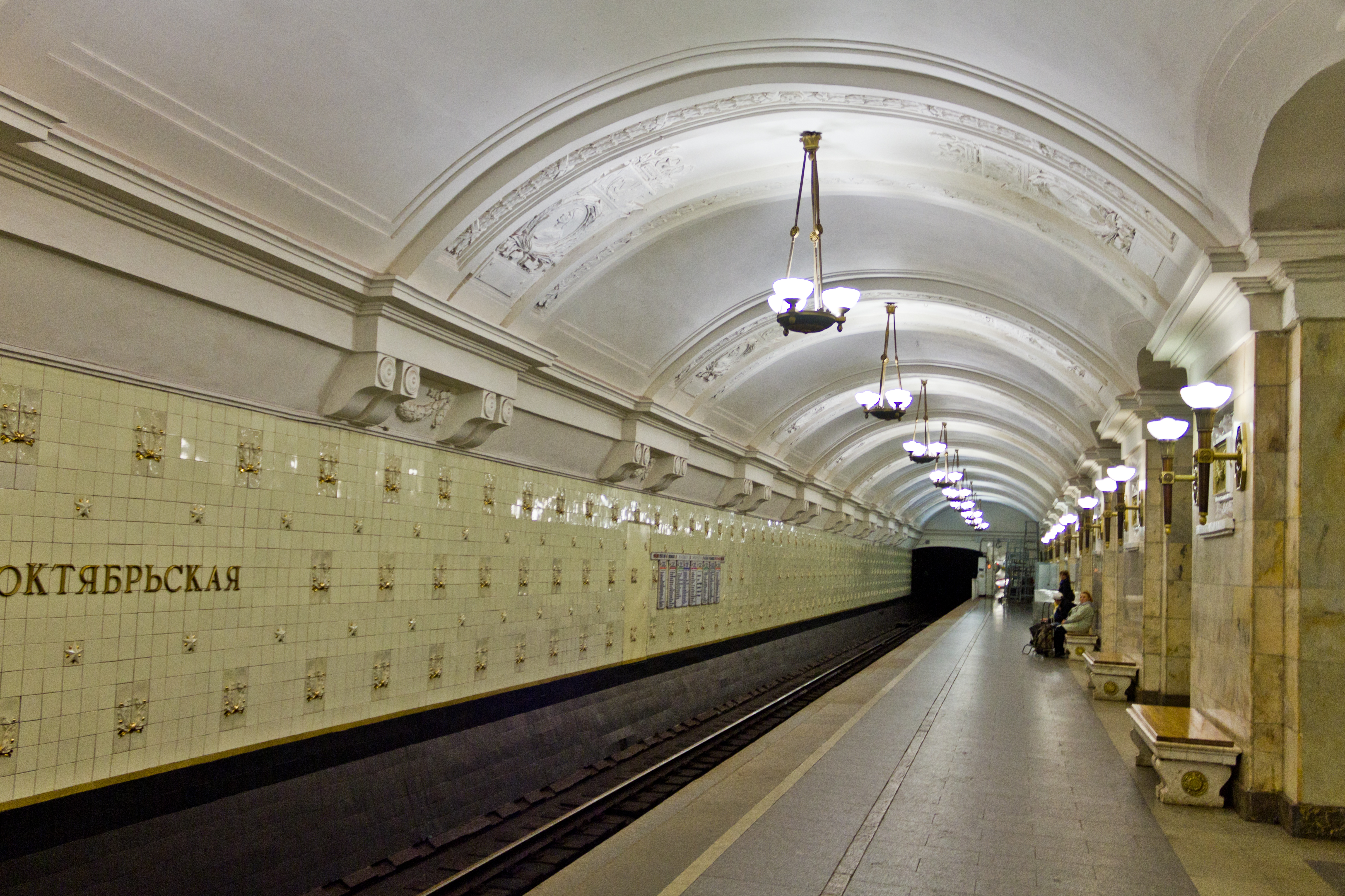
Посадочная платформа
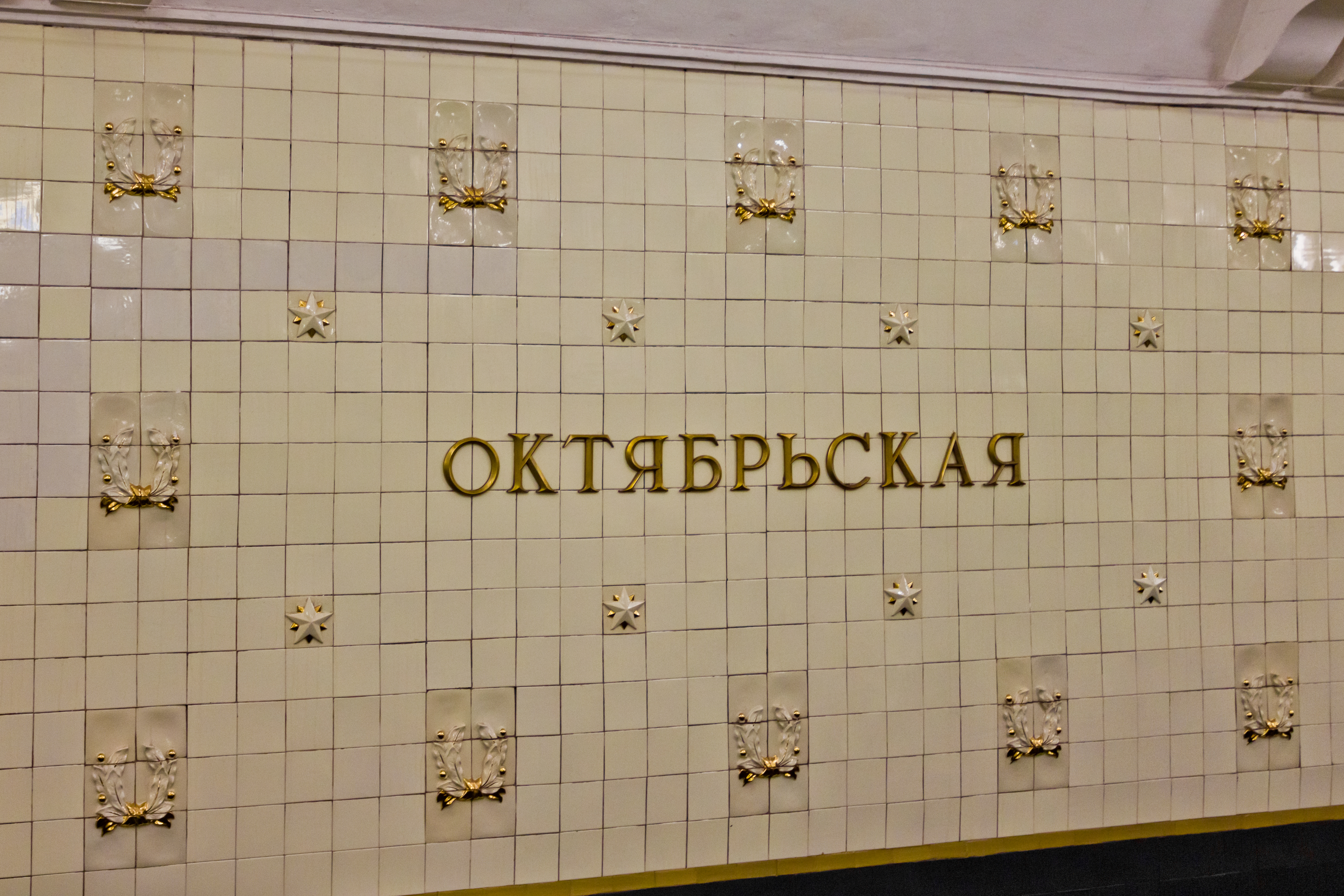
Название на путевой стене
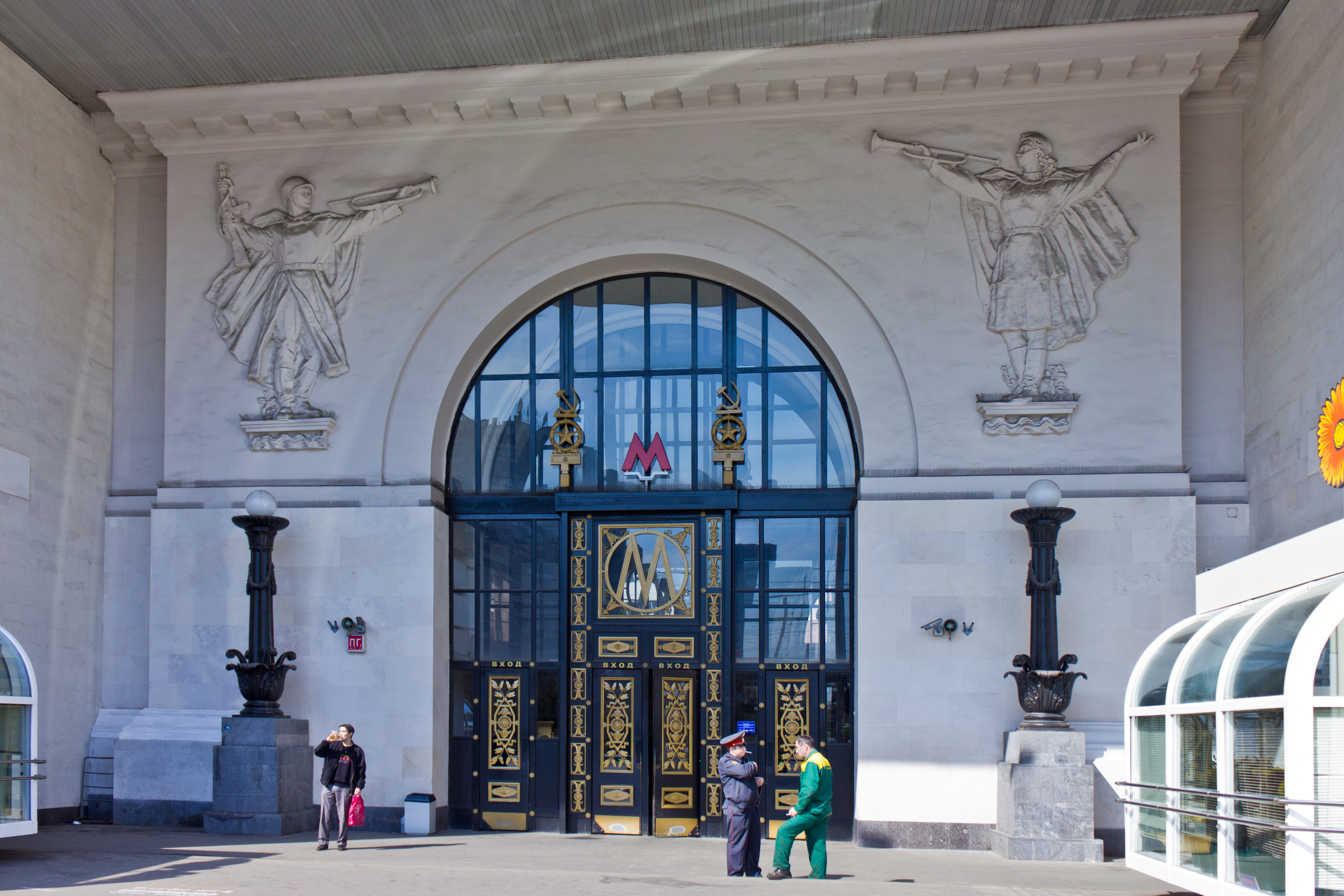
Наземный вестибюль
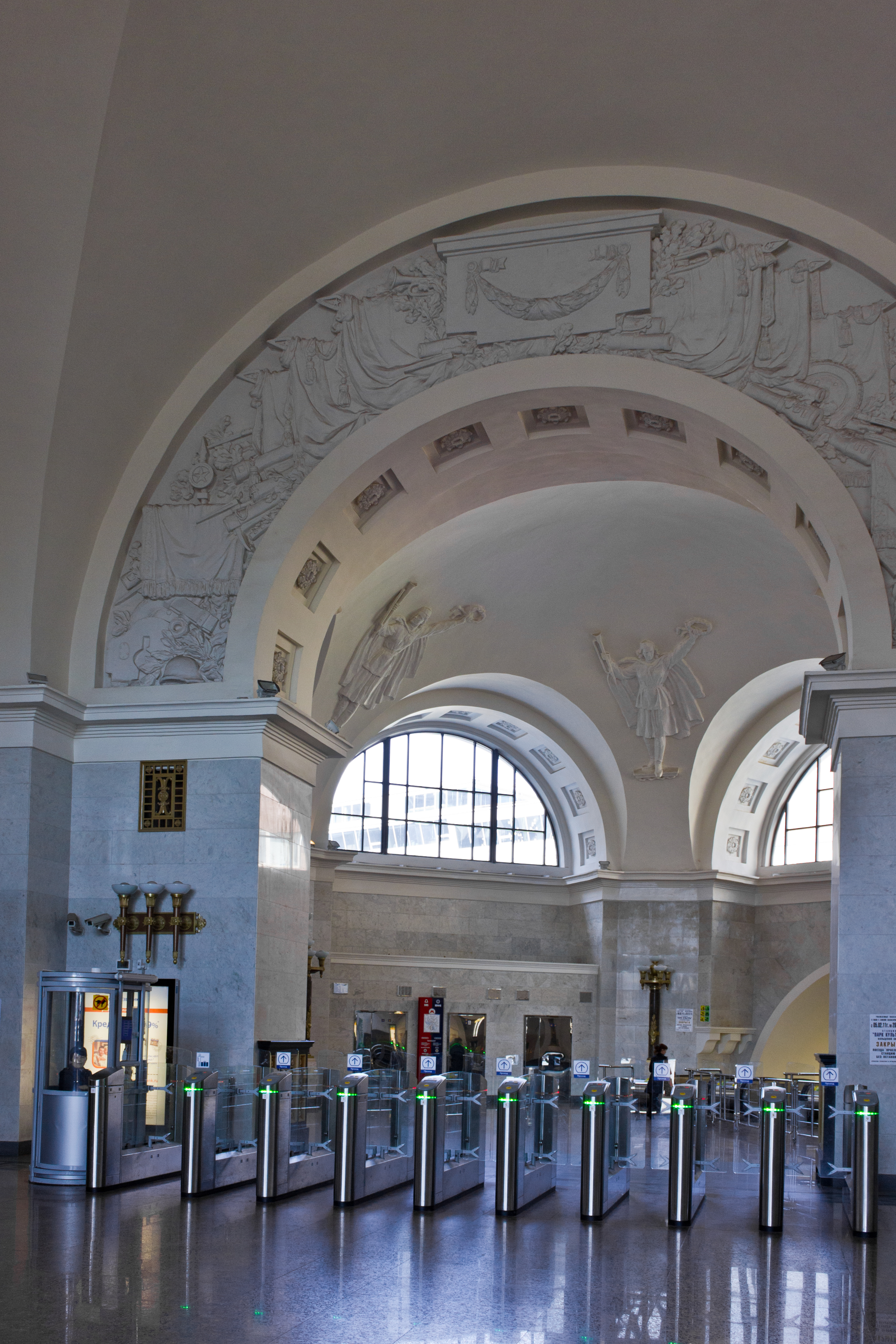
Внутри вестибюля
Барельефы на потолке вестибюля

## Станция в цифрах
- Таблица времени прохождения первого поезда через станцию[7]:

| По чётным числам                  | Будние дни | Выходные дни |
| По нечётным числам                | Будние дни | Выходные дни |
| В сторону станции «Добрынинская»  | 05:41:00   | 05:44:00     |
| В сторону станции «Добрынинская»  | 05:42:00   | 05:43:00     |
| В сторону станции «Парк культуры» | 05:55:00   | 05:53:00     |
| В сторону станции «Парк культуры» | 05:56:00   | 05:56:00     |